# Österrike i olympiska vinterspelen 1952
Österrike deltog i olympiska vinterspelen 1952. Österrikes trupp bestod av 39 idrottare varav 31 var män och 8 var kvinnor. Den yngsta av Österrikes deltagare var Sissy Schwarz (15 år, 273 dagar) och den äldsta var Heinz Hoppichler (46 år, 147 dagar). 

## Medaljer

### Guld
- Alpin skidåkning
  - Störtlopp damer: Trude Jochum-Beiser
  - Slalom damer: Othmar Schneider

### Silver
- Alpin skidåkning
  - Storslalom herrar: Christian Pravda
  - Störtlopp herrar: Othmar Schneider
- Konståkning
  - Singel herrar: Helmut Seibt

### Brons
- Alpin skidåkning
  - Storslalom herrar: Toni Spiß
  - Störtlopp herrar: Christian Pravda

## Trupp
| Namn                      | Sport                                              |
| ------------------------- | -------------------------------------------------- |
| Paul Aste                 | Bob                                                |
| Sepp Bradl                | Backhoppning                                       |
| Rudi Dietrich             | Backhoppning                                       |
| Franz Eckhardt            | Bob                                                |
| Hans Eder Male            | Längdskidåkning, Nordisk kombination, Backhoppning |
| Heinz Hoppichler          | Bob                                                |
| Trude Jochum-Beiser       | Alpin skidåkning                                   |
| Lizzy Kladensky           | Längdskidåkning                                    |
| Trude Klecker             | Alpin skidåkning                                   |
| Franz Kneissl             | Bob                                                |
| Leopold Kohl              | Längdskidåkning, Nordisk kombination               |
| Friedrich Krischan        | Längdskidåkning                                    |
| Otto Linher               | Alpin skidåkning                                   |
| Kurt Loserth              | Bob                                                |
| Erika Mahringer           | Alpin skidåkning                                   |
| Arthur Mannsbarth         | Hastighetsåkning på skridskor                      |
| Matthias Noichl           | Längdskidåkning                                    |
| Franz Offenberger         | Hastighetsåkning på skridskor                      |
| Kurt Oppelt               | Konståkning                                        |
| Hermann Palka             | Bob                                                |
| Konrad Pecher             | Hastighetsåkning på skridskor                      |
| Christian Pravda          | Alpin skidåkning                                   |
| Peter Radacher            | Längdskidåkning, Nordisk kombination               |
| Karl Rafreider            | Längdskidåkning                                    |
| Dagmar Rom                | Alpin skidåkning                                   |
| Rosi Sailer               | Alpin skidåkning                                   |
| Josef "Sepp" Schiffner    | Längdskidåkning, Nordisk kombination               |
| Annelies Schilhan         | Konståkning                                        |
| Josef "Sepp" Schneeberger | Längdskidåkning                                    |
| Othmar Schneider          | Alpin skidåkning                                   |
| Oskar Schulz              | Längdskidåkning                                    |
| Sissy Schwarz             | Konståkning                                        |
| Egon Schöpf               | Alpin skidåkning                                   |
| Helmut Seibt              | Konståkning                                        |
| Hans Senger               | Alpin skidåkning                                   |
| Toni Spiß                 | Alpin skidåkning                                   |
| Walter Steinegger         | Backhoppning                                       |
| Wilfried Thurner          | Bob                                                |
| Karl Wagner               | Bob                                                |